# Паулер, Ильдефонс
Ильдефонс Паулер (нем. Ildefons Pauler, 9 ноября 1903, Троппау, Силезия, Австро-Венгрия — 9 января 1996, Вена, Австрия) — с 1970 по 1988 год был великим магистром Тевтонского ордена. Кроме этого был основателем и пионером церковной жизни Бургвальда (Гессен).